# Dysdera nubila
Dysdera nubila är en spindelart som beskrevs av Simon 1882. Dysdera nubila ingår i släktet Dysdera och familjen ringögonspindlar. Inga underarter finns listade i Catalogue of Life.